# آرای ایکونوسوکه
آرای ایکونوسوکه (ژاپنی: 荒井 郁之助؛ زاده ۱۲ ژوئن ۱۸۳۶ – درگذشته ۱۹ ژوئیهٔ ۱۹۰۹) یک نظامی و سیاستمدار اهل ژاپن بود.